# Eurovision Song Contest 2005

Länder som deltog i finalen.
Länder som inte tog sig till final.
Länder som tävlat förut men inte deltog 2005.

Eurovision Song Contest 2005 var den 50:e upplagan av den europeiska musiktävlingen. Den sändes från Sportpalatset i Ukrainas huvudstad Kiev. Vann gjorde Greklands bidrag "My Number One" framförd av Helena Paparizou.

## Om tävlingen
Tävlingen var uppdelad i en semifinal och en final. Semifinalen sändes torsdagen den 19 maj medan finalen sändes lördagen den 21 maj. Det vinnande bidraget, "My Number One" med Helena Paparizou, representerade Grekland. Det blev landets första seger i tävlingen och 2006 års upplaga hölls således i Aten.
Denna omgång av Eurovision Song Contest präglades av flera skandaler och till viss del av det politiska läget som hade ägt rum i Ukraina under hösten och vintern 2004/2005. I publiken syntes symboliska orangea banderoller och president Viktor Jusjtjenko var närvarande under finalen där han även agerade prisutdelare. Det var första gången en statschef stått på Eurovisionsscenen. 
Bulgariens bidrag "Lorraine" av Kaffe anklagades för plagiat. Det fanns en kontrovers om Turkiets bidrag, TRT ska ha använt sig av en falsk jury som ledde till segern för Gülseren, som 2003 års vinnare Sertab Erener sa var inte det bästa valet. Det fanns liknande kontroverser i Makedonien vilket ledde till en eventuell seger för Martin Vucic. Den ukrainska bidraget  hade kunnat ändras eftersom låten skulle innebära ett politiskt budskap till folket, och EBU uppgav att inga politik kan medverka i tävlingen. Bidraget från Serbien och Montenegro har också i skuggan av en skandal och en anklagelse som plagiat. Portugals bidrag, "Amar", hade mycket dålig ljudkvalitet där sångerskans mikrofon inte höll många gånger på scenen.
Vidare återfanns förra årets vinnare Ruslana både på scenen i pausunderhållningen och som intervjuare i Green Room. Telefonröstningen öppnades av boxarbröderna Wladimir och Vitalij Klytjko.

## Bidragen
Libanon skulle ha debuterat i tävlingen detta år, men de drog sig ur då de inte ville visa Israels bidrag (EBU:s regler säger att samtliga länders bidrag måste visas i direktsändningen). Landet hade valt bidraget "Quand tout s'enfuit", sjunget av Aline Lahoud. I och med att de drog sig ur så sent blev de avstängda för medverkan i tävlingen fram till 2009 års tävling.
Debuterade gjorde dock Bulgarien och Moldavien. Ungern deltog för första gången sedan 1998.
Låten "Lorraine" av Kaffe (Bulgarien) anklagades för plagiat. Låten lät alltför lik en annan släpptes av Ruslan Mainov 2001 .
Bland storfavoriterna till att gå vidare från semifinalen fanns isländska Selma Björnsdóttir och vitryska Angelica Agurbash, men ingen av dem lyckades ta sig vidare. 
Omröstningen i finalen fick kritik i efterhand, då den blivit för utdragen, i och med att 39 länder (även de utslagna länderna från semifinalen) lämnade poäng. Systemet sågs över och ändrades inför festivalen 2006.
I omröstningen växlade ledningen mellan Danmark, Serbien-Montenegro, Schweiz, Lettland och Israel, men allteftersom blev det klart att Grekland skulle vinna. Svenske Martin Stenmarck gjorde ett felfritt framträdande med "Las Vegas", men rösterna uteblev och Sverige fick sin sämsta placering sedan 1992.

## Semifinalen
Semifinalen sändes den 19 maj 2005 från Sportpalatset i Kiev. Tio bidrag gick vidare till finalen, dessa är markerade med beige färg. 
| Nr | Land          | Artist                        | Sång                | Översättning | Språk                  | Placering | Poäng |
| -- | ------------- | ----------------------------- | ------------------- | ------------ | ---------------------- | --------- | ----- |
| 1  | Österrike     | Global.Kryner                 | Y Así               | —            | Engelska, Spanska      | 21        | 30    |
| 2  | Litauen       | Laura & The Lovers            | Little by Little    | —            | Engelska               | 25        | 17    |
| 3  | Portugal      | 2B                            | Amar                | —            | Engelska, Portugisiska | 17        | 51    |
| 4  | Moldavien     | Zdob și Zdub                  | Boonika Bate Doba   | —            | Engelska, Rumänska     | 2         | 207   |
| 5  | Lettland      | Walters and Kazha             | The War is Not Over | —            | Engelska, Teckenspråk  | 10        | 85    |
| 6  | Monaco        | Lise Darly                    | Tout de Moi         | —            | Franska                | 24        | 22    |
| 7  | Israel        | Shiri Maymon                  | Hasheket shenish'ar | —            | Engelska, Hebreiska    | 7         | 158   |
| 8  | Vitryssland   | Angelica Agurbash             | Love Me Tonight     | —            | Engelska               | 13        | 67    |
| 9  | Nederländerna | Glennis Grace                 | My Impossible Dream | —            | Engelska               | 14        | 53    |
| 10 | Island        | Selma Björnsdóttir            | If I Had Your Love  | —            | Engelska               | 16        | 52    |
| 11 | Belgien       | Nuno Resende                  | Le Grand Soir       | —            | Franska                | 22        | 29    |
| 12 | Estland       | Suntribe                      | Let's Get Loud      | —            | Engelska               | 20        | 31    |
| 13 | Norge         | Wig Wam                       | In My Dreams        | —            | Engelska               | 6         | 164   |
| 14 | Rumänien      | Luminita Anghel & Sistem      | Let Me Try          | —            | Engelska               | 1         | 235   |
| 15 | Ungern        | NOX                           | Forogj Világ!       | —            | Ungerska               | 5         | 167   |
| 16 | Finland       | Geir Rönning                  | Why                 | —            | Engelska               | 18        | 50    |
| 17 | Makedonien    | Martin Vučić                  | Make My Day         | —            | Engelska               | 9         | 97    |
| 18 | Andorra       | Marian van de Wal             | La Mirada Interior  | —            | Katalanska             | 23        | 27    |
| 19 | Schweiz       | Vanilla Ninja                 | Cool Vibes          | —            | Engelska               | 8         | 114   |
| 20 | Kroatien      | Boris Novković & Lado Members | Vukovi Umiro Sami   | —            | Kroatiska              | 4         | 169   |
| 21 | Bulgarien     | Kaffe                         | Lorraine            | —            | Engelska               | 19        | 49    |
| 22 | Irland        | Donna & Joe                   | Love?               | —            | Engelska               | 14        | 53    |
| 23 | Slovenien     | Omar Naber                    | Stop                | —            | Slovenska              | 12        | 69    |
| 24 | Danmark       | Jakob Sveistrup               | Talking to You      | —            | Engelska               | 3         | 185   |
| 25 | Polen         | Ivan & Delfin                 | Czarna Dziewczyna   | —            | Polska, Ryska          | 11        | 81    |

Det tio länder som kvalificerade sig till finalen avslöjades i följande ordning:
- Ungern
- Rumänien
- Norge
- Moldavien
- Israel
- Danmark
- Makedonien
- Kroatien
- Schweiz
- Lettland

## Finalen
Finalen sändes den 21 maj 2005 från Sportpalatset i Kiev. De tio bäst placerade föregående år (Q) och de fyra stora (4Q) - Frankrike, Spanien, Storbritannien och Tyskland - var direktkvalificerade. Resterande tio bidrag kvalificerade sig via semifinalen (SF). Anmärkningsvärt är att de "fyra stora" detta år alla placerade sig i botten som de fyra sämsta bidragen.
| Nr | Land                    | Artist                        | Sång                | Översättning | Språk                 | Placering | Poäng | Kval. |
| -- | ----------------------- | ----------------------------- | ------------------- | ------------ | --------------------- | --------- | ----- | ----- |
| 1  | Ungern                  | NOX                           | Forogj Világ!       | —            | Ungerska              | 12        | 97    | SF    |
| 2  | Storbritannien          | Javine Hylton                 | Touch My Fire       | —            | Engelska              | 22        | 18    | 4Q    |
| 3  | Malta                   | Chiara                        | Angel               | —            | Engelska              | 2         | 192   | Q     |
| 4  | Rumänien                | Luminita Anghel & Sistem      | Let Me Try          | —            | Engelska              | 3         | 158   | SF    |
| 5  | Norge                   | Wig Wam                       | In My Dreams        | —            | Engelska              | 9         | 125   | SF    |
| 6  | Turkiet                 | Gülseren                      | Rimi Rimi Ley       | —            | Turkiska              | 13        | 92    | Q     |
| 7  | Moldavien               | Zdob și Zdub                  | Boonika Bate Doba   | —            | Engelska, Rumänska    | 6         | 148   | SF    |
| 8  | Albanien                | Ledina Çelo                   | Tomorrow I Go       | —            | Engelska              | 16        | 53    | Q     |
| 9  | Cypern                  | Constantinos Christoforou     | Ela Ela             | —            | Engelska              | 18        | 46    | Q     |
| 10 | Spanien                 | Son de Sol                    | Brujería            | —            | Spanska               | 21        | 28    | 4Q    |
| 11 | Israel                  | Shiri Maymon                  | Hasheket shenish'ar | —            | Engelska, Hebreiska   | 4         | 154   | SF    |
| 12 | Serbien och Montenegro  | No Name                       | Zauvijek moja       | —            | Montenegrinska        | 7         | 137   | Q     |
| 13 | Danmark                 | Jakob Sveistrup               | Talking to You      | —            | Engelska              | 9         | 125   | SF    |
| 14 | Sverige                 | Martin Stenmarck              | Las Vegas           | —            | Engelska              | 19        | 30    | Q     |
| 15 | Makedonien              | Martin Vučić                  | Make My Day         | —            | Engelska              | 17        | 52    | SF    |
| 16 | Ukraina                 | Greenjolly                    | Razom nas bahato    | —            | Ukrainska, Engelska   | 19        | 30    | Q     |
| 17 | Tyskland                | Gracia                        | Run & Hide          | —            | Engelska              | 24        | 4     | 4Q    |
| 18 | Kroatien                | Boris Novković & Lado Members | Vukovi Umiro Sami   | —            | Kroatiska             | 11        | 115   | SF    |
| 19 | Grekland                | Helena Paparizou              | My Number One       | —            | Engelska              | 1         | 230   | Q     |
| 20 | Ryssland                | Natalia Podolskaya            | Nobody Hurts No One | —            | Engelska              | 15        | 57    | Q     |
| 21 | Bosnien och Hercegovina | Feminnem                      | Call Me             | —            | Engelska              | 14        | 79    | Q     |
| 22 | Schweiz                 | Vanilla Ninja                 | Cool Vibes          | —            | Engelska              | 8         | 128   | SF    |
| 23 | Lettland                | Walters and Kazha             | The War is Not Over | —            | Engelska, Teckenspråk | 5         | 153   | SF    |
| 24 | Frankrike               | Ortal                         | Chacun Pense à Soi  | —            | Franska               | 23        | 11    | 4Q    |

## Resultatlista

### Semifinalen
|             |               | Televoting resultat | Televoting resultat | Televoting resultat | Televoting resultat | Televoting resultat | Televoting resultat | Televoting resultat | Televoting resultat | Televoting resultat | Televoting resultat | Televoting resultat | Televoting resultat | Televoting resultat | Televoting resultat | Televoting resultat | Televoting resultat | Televoting resultat | Televoting resultat | Televoting resultat | Televoting resultat | Televoting resultat | Televoting resultat | Televoting resultat | Televoting resultat | Televoting resultat | Televoting resultat   | Televoting resultat | Televoting resultat | Televoting resultat | Televoting resultat | Televoting resultat | Televoting resultat | Televoting resultat | Televoting resultat | Televoting resultat    | Televoting resultat | Televoting resultat | Televoting resultat | Televoting resultat | Televoting resultat |
| Total Score | Austria       | Lithuania           | Portugal            | Monaco              | Belarus             | Netherlands         | Iceland             | Belgium             | Estonia             | Finland             | Andorra             | Bulgaria            | Ireland             | Slovenia            | Poland              | Hungary             | United Kingdom      | Malta               | Romania             | Norway              | Turkey              | Moldova             | Albania             | Cyprus              | Spain               | Israel              | Serbia and Montenegro | Denmark             | Sweden              | Macedonia           | Ukraine             | Germany             | Croatia             | Greece              | Russia              | Bosnia and Herzegovina | Switzerland         | Latvia              | France              |                     |                     |
| ----------- | ------------- | ------------------- | ------------------- | ------------------- | ------------------- | ------------------- | ------------------- | ------------------- | ------------------- | ------------------- | ------------------- | ------------------- | ------------------- | ------------------- | ------------------- | ------------------- | ------------------- | ------------------- | ------------------- | ------------------- | ------------------- | ------------------- | ------------------- | ------------------- | ------------------- | ------------------- | --------------------- | ------------------- | ------------------- | ------------------- | ------------------- | ------------------- | ------------------- | ------------------- | ------------------- | ---------------------- | ------------------- | ------------------- | ------------------- | ------------------- | ------------------- |
| Contestants | Österrike     | 30                  |                     |                     |                     |                     |                     |                     |                     |                     |                     |                     | 7                   |                     |                     | 10                  |                     |                     |                     |                     |                     |                     |                     |                     | 5                   |                     |                       |                     |                     |                     |                     |                     |                     | 1                   |                     | 1                      |                     |                     | 6                   |                     |                     |
| Contestants | Litauen       | 17                  |                     |                     |                     |                     |                     |                     |                     |                     |                     |                     |                     |                     | 5                   |                     |                     |                     | 4                   |                     |                     |                     |                     |                     |                     |                     |                       |                     |                     |                     |                     |                     |                     |                     |                     |                        |                     |                     |                     | 8                   |                     |
| Contestants | Portugal      | 51                  |                     |                     |                     |                     |                     |                     |                     | 10                  |                     |                     |                     |                     |                     |                     |                     |                     |                     |                     |                     |                     |                     |                     |                     |                     | 5                     |                     |                     |                     |                     |                     |                     | 12                  |                     |                        |                     |                     | 12                  |                     | 12                  |
| Contestants | Moldavien     | 207                 | 8                   | 10                  | 8                   |                     | 10                  |                     | 8                   | 4                   | 5                   | 3                   |                     | 6                   | 3                   | 7                   | 6                   | 6                   | 5                   |                     | 12                  | 1                   | 12                  |                     | 3                   | 8                   | 1                     | 10                  | 6                   |                     |                     | 10                  | 12                  |                     | 4                   | 6                      | 12                  | 6                   |                     | 10                  | 5                   |
| Contestants | Lettland      | 85                  |                     | 12                  | 4                   |                     | 7                   |                     | 2                   |                     | 10                  |                     |                     |                     | 6                   | 6                   |                     |                     |                     | 12                  |                     | 3                   |                     |                     |                     | 2                   |                       | 6                   |                     | 5                   |                     |                     | 2                   |                     | 7                   |                        | 1                   |                     |                     |                     |                     |
| Contestants | Monaco        | 22                  |                     |                     |                     |                     |                     |                     |                     |                     |                     |                     | 10                  |                     |                     |                     |                     |                     |                     |                     |                     |                     |                     | 2                   |                     |                     |                       |                     |                     |                     |                     |                     |                     |                     |                     |                        |                     |                     |                     |                     | 10                  |
| Contestants | Israel        | 158                 |                     | 2                   | 6                   | 12                  | 12                  | 10                  |                     | 3                   |                     | 1                   | 12                  | 4                   | 7                   |                     | 4                   | 5                   | 6                   | 6                   | 8                   |                     | 6                   | 5                   | 7                   | 3                   | 4                     |                     | 3                   | 4                   |                     | 1                   | 5                   | 3                   |                     |                        | 8                   |                     | 3                   |                     | 8                   |
| Contestants | Vitryssland   | 67                  |                     | 3                   |                     | 1                   |                     |                     |                     |                     |                     |                     |                     | 12                  |                     |                     | 1                   |                     |                     | 7                   |                     |                     | 3                   |                     |                     | 7                   |                       | 2                   |                     |                     |                     | 6                   | 4                   |                     |                     | 8                      | 10                  |                     |                     | 3                   |                     |
| Contestants | Nederländerna | 53                  |                     |                     |                     | 8                   |                     |                     |                     | 12                  |                     |                     | 5                   |                     | 4                   |                     |                     |                     | 2                   | 8                   | 1                   |                     |                     |                     |                     |                     |                       | 5                   |                     | 6                   |                     |                     |                     |                     |                     |                        |                     |                     | 2                   |                     |                     |
| Contestants | Island        | 52                  |                     |                     |                     |                     |                     |                     |                     |                     |                     |                     | 6                   |                     |                     |                     |                     |                     | 3                   |                     |                     | 8                   |                     | 10                  |                     |                     | 2                     | 4                   |                     | 10                  | 7                   |                     |                     |                     |                     |                        |                     |                     |                     |                     | 2                   |
| Contestants | Belgien       | 29                  |                     |                     | 12                  |                     |                     | 6                   |                     |                     |                     |                     |                     |                     |                     |                     |                     |                     |                     |                     |                     |                     |                     | 3                   | 1                   |                     |                       |                     |                     |                     |                     |                     |                     |                     |                     |                        |                     |                     |                     |                     | 7                   |
| Contestants | Estland       | 31                  |                     | 5                   |                     |                     |                     |                     |                     |                     |                     | 6                   |                     |                     | 1                   | 2                   |                     | 1                   |                     |                     |                     |                     |                     | 1                   |                     |                     |                       |                     |                     | 3                   |                     |                     |                     |                     |                     |                        |                     |                     |                     | 12                  |                     |
| Contestants | Norge         | 164                 | 2                   | 6                   | 1                   |                     | 5                   | 2                   | 12                  | 2                   | 6                   | 12                  |                     | 2                   | 10                  | 3                   | 7                   |                     | 7                   | 3                   | 7                   |                     | 2                   | 8                   | 2                   | 4                   |                       | 7                   | 4                   | 12                  | 8                   | 2                   | 6                   |                     |                     | 4                      |                     | 7                   | 5                   | 6                   |                     |
| Contestants | Rumänien      | 235                 | 10                  |                     | 10                  | 7                   | 3                   | 8                   | 5                   | 8                   | 1                   | 4                   | 4                   | 5                   | 8                   | 1                   | 8                   | 12                  | 8                   | 10                  |                     | 7                   | 7                   | 12                  |                     | 12                  | 12                    | 12                  | 5                   | 7                   | 5                   | 5                   | 1                   | 7                   | 1                   | 12                     | 3                   | 5                   | 4                   |                     | 6                   |
| Contestants | Ungern        | 167                 | 7                   |                     | 7                   |                     | 4                   |                     | 7                   | 6                   | 4                   | 5                   | 1                   | 7                   |                     | 4                   | 12                  |                     | 1                   | 2                   | 10                  | 6                   | 8                   |                     |                     | 6                   | 3                     | 8                   | 8                   | 1                   | 3                   | 4                   | 10                  |                     | 8                   | 5                      | 7                   | 3                   | 1                   | 5                   | 4                   |
| Contestants | Finland       | 50                  |                     |                     |                     | 6                   |                     | 1                   |                     |                     | 8                   |                     | 3                   |                     |                     |                     |                     |                     |                     |                     |                     | 10                  |                     |                     |                     |                     |                       |                     |                     | 8                   | 10                  |                     |                     | 4                   |                     |                        |                     |                     |                     |                     |                     |
| Contestants | Makedonien    | 97                  | 4                   |                     |                     | 3                   |                     | 3                   |                     |                     |                     |                     |                     | 10                  |                     | 8                   |                     |                     |                     |                     | 4                   |                     | 10                  |                     | 12                  |                     |                       |                     | 10                  |                     | 1                   |                     |                     | 2                   | 12                  |                        |                     | 10                  | 8                   |                     |                     |
| Contestants | Andorra       | 27                  |                     |                     |                     |                     |                     | 7                   |                     |                     |                     |                     |                     |                     |                     |                     |                     |                     |                     |                     |                     |                     |                     | 4                   | 6                   |                     | 10                    |                     |                     |                     |                     |                     |                     |                     |                     |                        |                     |                     |                     |                     |                     |
| Contestants | Schweiz       | 114                 | 1                   | 8                   | 2                   | 2                   | 8                   |                     | 6                   |                     | 12                  | 10                  |                     | 3                   | 2                   | 5                   | 5                   | 3                   |                     | 1                   | 2                   | 2                   |                     |                     |                     | 5                   |                       | 3                   | 2                   | 2                   | 4                   | 3                   |                     | 6                   | 3                   | 3                      | 2                   | 2                   |                     | 7                   |                     |
| Contestants | Kroatien      | 169                 | 12                  | 4                   | 3                   | 5                   | 1                   | 4                   | 4                   | 1                   | 3                   | 2                   |                     | 8                   |                     | 12                  | 3                   | 8                   |                     |                     | 6                   | 4                   |                     | 6                   | 10                  |                     |                       |                     | 12                  |                     | 6                   | 12                  | 7                   | 10                  |                     |                        |                     | 12                  | 10                  | 4                   |                     |
| Contestants | Bulgarien     | 49                  |                     |                     |                     |                     |                     |                     |                     |                     |                     |                     |                     |                     |                     |                     |                     |                     |                     |                     |                     |                     | 5                   | 7                   | 4                   | 10                  | 6                     |                     | 1                   |                     |                     | 8                   |                     |                     |                     | 7                      |                     | 1                   |                     |                     |                     |
| Contestants | Irland        | 53                  |                     |                     |                     |                     |                     |                     |                     |                     | 2                   |                     | 2                   | 1                   |                     |                     | 2                   | 10                  | 12                  | 5                   | 5                   |                     | 4                   |                     |                     | 1                   |                       |                     |                     |                     |                     |                     |                     |                     | 5                   |                        |                     | 4                   |                     |                     |                     |
| Contestants | Slovenien     | 69                  | 3                   |                     |                     | 4                   | 2                   |                     | 1                   |                     |                     | 7                   |                     |                     |                     |                     |                     | 2                   |                     |                     |                     |                     |                     |                     | 8                   |                     |                       | 1                   | 7                   |                     |                     | 7                   | 3                   |                     | 10                  |                        | 6                   | 8                   |                     |                     |                     |
| Contestants | Danmark       | 185                 | 6                   | 7                   | 5                   | 10                  |                     | 12                  | 10                  | 7                   | 7                   | 8                   | 8                   |                     | 12                  |                     | 10                  | 7                   | 10                  | 4                   | 3                   | 12                  |                     |                     |                     |                     | 8                     |                     |                     |                     | 12                  |                     |                     | 5                   | 6                   | 2                      | 4                   |                     | 7                   | 2                   | 1                   |
| Contestants | Polen         | 81                  | 5                   | 1                   |                     |                     | 6                   | 5                   | 3                   | 5                   |                     |                     |                     |                     |                     |                     |                     | 4                   |                     |                     |                     | 5                   | 1                   |                     |                     |                     | 7                     |                     |                     |                     | 2                   |                     | 8                   | 8                   | 2                   | 10                     | 5                   |                     |                     | 1                   | 3                   |

### Finalen
|             |                       | Televoting resultat | Televoting resultat | Televoting resultat | Televoting resultat | Televoting resultat | Televoting resultat | Televoting resultat | Televoting resultat | Televoting resultat | Televoting resultat | Televoting resultat | Televoting resultat | Televoting resultat | Televoting resultat | Televoting resultat | Televoting resultat | Televoting resultat | Televoting resultat | Televoting resultat | Televoting resultat | Televoting resultat | Televoting resultat | Televoting resultat | Televoting resultat | Televoting resultat | Televoting resultat   | Televoting resultat | Televoting resultat | Televoting resultat | Televoting resultat | Televoting resultat | Televoting resultat | Televoting resultat | Televoting resultat | Televoting resultat    | Televoting resultat | Televoting resultat | Televoting resultat | Televoting resultat | Televoting resultat |
| Total Score | Austria               | Lithuania           | Portugal            | Monaco              | Belarus             | Netherlands         | Iceland             | Belgium             | Estonia             | Finland             | Andorra             | Bulgaria            | Ireland             | Slovenia            | Poland              | Hungary             | United Kingdom      | Malta               | Romania             | Norway              | Turkey              | Moldova             | Albania             | Cyprus              | Spain               | Israel              | Serbia and Montenegro | Denmark             | Sweden              | Macedonia           | Ukraine             | Germany             | Croatia             | Greece              | Russia              | Bosnia and Herzegovina | Switzerland         | Latvia              | France              |                     |                     |
| ----------- | --------------------- | ------------------- | ------------------- | ------------------- | ------------------- | ------------------- | ------------------- | ------------------- | ------------------- | ------------------- | ------------------- | ------------------- | ------------------- | ------------------- | ------------------- | ------------------- | ------------------- | ------------------- | ------------------- | ------------------- | ------------------- | ------------------- | ------------------- | ------------------- | ------------------- | ------------------- | --------------------- | ------------------- | ------------------- | ------------------- | ------------------- | ------------------- | ------------------- | ------------------- | ------------------- | ---------------------- | ------------------- | ------------------- | ------------------- | ------------------- | ------------------- |
| Contestants | Ungern                | 97                  |                     |                     | 2                   |                     | 2                   |                     | 6                   | 2                   | 3                   |                     | 6                   | 5                   |                     |                     | 10                  |                     |                     |                     | 8                   |                     | 6                   |                     |                     | 7                   | 5                     | 8                   | 6                   |                     |                     | 1                   | 2                   |                     | 6                   | 2                      | 3                   | 1                   |                     | 3                   | 3                   |
| Contestants | Storbritannien        | 18                  |                     |                     |                     |                     |                     |                     |                     |                     |                     |                     |                     |                     | 8                   |                     |                     |                     |                     | 4                   |                     |                     | 1                   |                     |                     | 5                   |                       |                     |                     |                     |                     |                     |                     |                     |                     |                        |                     |                     |                     |                     |                     |
| Contestants | Malta                 | 192                 | 5                   | 2                   |                     | 5                   | 5                   | 5                   | 4                   | 8                   | 4                   | 8                   |                     |                     | 10                  | 1                   |                     | 5                   | 10                  |                     | 2                   | 10                  | 8                   |                     | 4                   | 6                   | 7                     | 10                  |                     | 10                  | 6                   |                     | 10                  | 8                   | 4                   | 8                      | 12                  |                     | 3                   | 5                   | 7                   |
| Contestants | Rumänien              | 158                 | 6                   |                     | 12                  | 4                   | 1                   | 3                   | 5                   | 7                   |                     |                     | 7                   | 8                   | 5                   |                     | 7                   | 10                  |                     | 7                   |                     | 6                   | 4                   | 7                   | 5                   | 8                   | 12                    | 12                  | 3                   | 3                   | 2                   | 2                   |                     |                     |                     | 5                      |                     | 2                   |                     |                     | 5                   |
| Contestants | Norge                 | 125                 |                     | 5                   |                     |                     | 4                   | 1                   | 12                  | 3                   | 8                   | 12                  | 2                   | 1                   | 4                   | 4                   | 8                   |                     | 5                   | 5                   |                     |                     |                     | 3                   |                     | 3                   | 3                     | 1                   | 2                   | 12                  | 8                   |                     | 6                   |                     |                     | 4                      |                     | 3                   |                     | 6                   |                     |
| Contestants | Turkiet               | 92                  | 7                   |                     |                     |                     |                     | 12                  |                     | 10                  |                     |                     |                     | 3                   |                     |                     |                     |                     | 1                   |                     | 3                   |                     |                     |                     | 8                   |                     |                       |                     |                     | 8                   |                     | 4                   |                     | 10                  |                     |                        |                     | 8                   | 6                   |                     | 12                  |
| Contestants | Moldavien             | 148                 | 2                   | 10                  | 10                  |                     | 7                   |                     | 8                   | 1                   | 6                   |                     |                     | 6                   |                     | 3                   | 3                   | 4                   | 2                   | 2                   | 12                  |                     | 7                   |                     |                     | 2                   | 4                     | 4                   | 5                   |                     |                     | 5                   | 12                  | 1                   | 1                   | 7                      | 10                  | 4                   |                     | 8                   | 2                   |
| Contestants | Albanien              | 53                  | 3                   |                     |                     |                     |                     |                     |                     |                     |                     |                     |                     |                     |                     |                     |                     |                     |                     |                     |                     |                     | 2                   |                     |                     |                     |                       |                     | 8                   |                     |                     | 12                  |                     |                     | 2                   | 10                     |                     | 5                   | 10                  |                     | 1                   |
| Contestants | Cypern                | 46                  |                     |                     |                     |                     |                     |                     |                     |                     |                     |                     |                     | 10                  |                     |                     |                     |                     | 3                   | 12                  | 1                   |                     |                     |                     | 7                   |                     |                       |                     | 1                   |                     |                     |                     |                     |                     |                     | 12                     |                     |                     |                     |                     |                     |
| Contestants | Spanien               | 28                  |                     |                     | 8                   |                     |                     |                     |                     |                     |                     |                     | 12                  |                     |                     |                     |                     |                     |                     |                     |                     |                     |                     |                     |                     |                     |                       |                     |                     |                     |                     |                     |                     |                     |                     |                        |                     |                     | 4                   |                     | 4                   |
| Contestants | Israel                | 154                 | 1                   | 3                   | 5                   | 12                  | 8                   | 7                   |                     | 6                   | 1                   | 5                   | 8                   |                     | 6                   |                     |                     | 8                   | 7                   | 8                   | 7                   | 5                   | 3                   | 6                   | 3                   |                     | 6                     |                     |                     | 5                   | 1                   |                     | 7                   | 5                   |                     |                        | 8                   |                     | 1                   | 2                   | 10                  |
| Contestants | Serbien & Montenegro  | 137                 | 12                  |                     |                     | 6                   | 3                   | 4                   |                     |                     |                     |                     |                     | 4                   |                     | 10                  |                     | 2                   |                     |                     | 6                   |                     |                     | 1                   | 6                   | 10                  |                       |                     |                     |                     | 4                   | 10                  | 3                   | 3                   | 12                  | 6                      | 6                   | 10                  | 12                  | 1                   | 6                   |
| Contestants | Danmark               | 125                 |                     | 4                   | 1                   | 10                  |                     | 8                   | 10                  | 4                   | 5                   | 2                   | 3                   |                     | 7                   |                     | 5                   | 6                   | 8                   | 3                   | 4                   | 12                  |                     |                     |                     |                     | 10                    | 3                   |                     |                     | 10                  |                     |                     | 6                   |                     |                        |                     |                     |                     | 4                   |                     |
| Contestants | Sverige               | 30                  |                     |                     |                     | 3                   |                     |                     |                     |                     |                     | 6                   |                     |                     |                     |                     |                     |                     |                     |                     |                     | 1                   |                     | 5                   |                     |                     | 2                     |                     |                     | 7                   |                     | 6                   |                     |                     |                     |                        |                     |                     |                     |                     |                     |
| Contestants | Makedonien            | 52                  |                     |                     |                     | 1                   |                     |                     |                     |                     |                     |                     |                     | 7                   |                     | 5                   |                     |                     |                     |                     |                     |                     | 5                   |                     | 10                  |                     |                       |                     | 7                   |                     |                     |                     |                     |                     | 8                   |                        |                     | 7                   | 2                   |                     |                     |
| Contestants | Ukraina               | 30                  |                     |                     | 7                   |                     |                     |                     |                     |                     |                     |                     |                     |                     |                     |                     | 12                  |                     |                     |                     |                     |                     |                     | 8                   |                     |                     | 1                     |                     |                     |                     |                     |                     |                     |                     |                     |                        | 2                   |                     |                     |                     |                     |
| Contestants | Tyskland              | 4                   |                     |                     |                     | 2                   |                     |                     |                     |                     |                     |                     |                     |                     |                     |                     |                     |                     |                     |                     |                     |                     |                     | 2                   |                     |                     |                       |                     |                     |                     |                     |                     |                     |                     |                     |                        |                     |                     |                     |                     |                     |
| Contestants | Kroatien              | 115                 | 8                   | 6                   |                     | 7                   |                     | 2                   | 1                   |                     | 2                   | 1                   |                     | 2                   |                     | 12                  | 2                   | 7                   |                     |                     | 5                   | 2                   |                     |                     | 2                   |                     |                       |                     | 10                  |                     |                     | 8                   | 8                   | 2                   |                     |                        | 1                   | 12                  | 8                   | 7                   |                     |
| Contestants | Grekland              | 230                 | 4                   | 1                   | 3                   |                     |                     | 10                  | 2                   | 12                  |                     | 3                   | 4                   | 12                  | 2                   | 2                   | 1                   | 12                  | 12                  | 6                   | 10                  | 4                   | 12                  | 4                   | 12                  | 12                  | 8                     | 7                   | 12                  | 2                   | 12                  | 7                   |                     | 12                  | 5                   |                        | 4                   | 6                   | 7                   |                     | 8                   |
| Contestants | Ryssland              | 57                  |                     | 7                   |                     |                     | 12                  |                     |                     |                     | 7                   | 7                   |                     |                     |                     |                     |                     |                     |                     |                     |                     |                     |                     | 10                  |                     |                     |                       |                     |                     |                     |                     |                     | 4                   |                     |                     |                        |                     |                     |                     | 10                  |                     |
| Contestants | Bosnien & Hercegovina | 79                  | 10                  |                     |                     |                     |                     | 6                   |                     |                     |                     |                     |                     |                     | 1                   | 8                   |                     |                     | 4                   |                     |                     | 7                   | 10                  |                     |                     |                     |                       |                     | 4                   | 4                   | 7                   | 3                   |                     |                     | 10                  |                        |                     |                     | 5                   |                     |                     |
| Contestants | Schweiz               | 128                 |                     | 8                   | 4                   | 8                   | 10                  |                     | 7                   |                     | 12                  | 10                  | 1                   |                     | 3                   | 6                   | 6                   | 3                   |                     | 1                   |                     | 3                   |                     |                     |                     | 4                   |                       | 2                   |                     | 1                   | 5                   |                     | 5                   | 4                   | 3                   | 3                      | 7                   |                     |                     | 12                  |                     |
| Contestants | Lettland              | 153                 |                     | 12                  | 6                   |                     | 6                   |                     | 3                   | 5                   | 10                  | 4                   | 10                  |                     | 12                  | 7                   | 4                   | 1                   | 6                   | 10                  |                     | 8                   |                     | 12                  |                     | 1                   |                       | 6                   |                     | 6                   | 3                   |                     | 1                   | 7                   | 7                   | 1                      | 5                   |                     |                     |                     |                     |
| Contestants | Frankrike             | 11                  |                     |                     |                     |                     |                     |                     |                     |                     |                     |                     | 5                   |                     |                     |                     |                     |                     |                     |                     |                     |                     |                     |                     | 1                   |                     |                       | 5                   |                     |                     |                     |                     |                     |                     |                     |                        |                     |                     |                     |                     |                     |